# Prima Divisione FIDAF 2020
La Prima Divisione FIDAF 2020 è la 4ª edizione del campionato di football americano di Prima Divisione, organizzato dalla FIDAF, precedentemente gestito dalla lega IFL.
In seguito alla diffusione della pandemia di COVID-19 del 2019-2021 l'inizio del campionato è stato rinviato, per essere poi annullato.

## Formula
Con i 9 team partecipanti la formula del campionato rimane a girone unico.

## Squadre partecipanti
| Club             | Città   | Stadio                                             | Sponsor ufficiale | Risultato nella stagione 2019 |
| ---------------- | ------- | -------------------------------------------------- | ----------------- | ----------------------------- |
| Dolphins Ancona  | Ancona  | C.S. Nelson Mandela                                | GLS               | 7º posto in regular season    |
| Ducks Lazio      | Roma    | C.S. Arnaldo Fuso (Ciampino)                       | Cottorella        | Semifinalisti                 |
| Giaguari Torino  | Torino  | Stadio Primo Nebiolo                               |                   | Wild Card                     |
| Giants Bolzano   | Bolzano | Stadio Europa                                      |                   | Semifinalisti                 |
| Guelfi Firenze   | Firenze | Guelfi Sport Center                                | Estra             | Finalisti                     |
| Panthers Parma   | Parma   | Stadio Sergio Lanfranchi                           |                   | Wild Card                     |
| Rhinos Milano    | Milano  | Velodromo Maspes-Vigorelli                         |                   | Vincitori XXVI Silver Bowl    |
| Seamen Milano    | Milano  | Velodromo Maspes-Vigorelli                         | Cisalfa           | Vincitori XXXIX Italian Bowl  |
| Warriors Bologna | Bologna | Alfheim Field – Centro sportivo "Giorgio Bernardi" |                   | 8º posto in regular season    |

## Stagione regolare

### Calendario

#### 1ª giornata
| Milano 7 marzo 2020, ore 18:00 | Seamen Milano | - – - | Guelfi Firenze | Velodromo Maspes-Vigorelli |

| Ciampino 8 marzo 2020, ore 14:00 | Ducks Lazio | - – - | Giaguari Torino | C.S. Arnaldo Fuso |

| Ancona 8 marzo 2020, ore 16:00 | Dolphins Ancona | - – - | Warriors Bologna | C.S. Nelson Mandela |

| Milano 8 marzo 2020, ore 19:00 | Rhinos Milano | - – - | Panthers Parma | Velodromo Maspes-Vigorelli |

#### 2ª giornata
| Firenze 14 marzo 2020, ore 15:00 | Guelfi Firenze | - – - | Dolphins Ancona | Guelfi Sport Center |

| Torino 14 marzo 2020, ore 20:30 | Giaguari Torino | - – - | Panthers Parma | Stadio Primo Nebiolo |

| Bologna 14 marzo 2020, ore 21:00 | Warriors Bologna | - – - | Rhinos Milano | Alfheim Field – Centro sportivo "Giorgio Bernardi" |

| Bolzano 15 marzo 2020, ore 15:00 | Giants Bolzano | - – - | Seamen Milano | Stadio Europa |

#### 3ª giornata
| Milano 21 marzo 2020, ore 18:00 | Seamen Milano | – | Warriors Bologna | Velodromo Maspes-Vigorelli |

| Collecchio 21 marzo 2020, ore 19:30 | Panthers Parma | – | Guelfi Firenze | Stadio Il Cervo |

| Bolzano 22 marzo 2020, ore 15:00 | Giants Bolzano | – | Rhinos Milano | Stadio Europa |

| Ancona 22 marzo 2020, ore 16:00 | Dolphins Ancona | – | Ducks Lazio | C.S. Nelson Mandela |

#### 4ª giornata
| Milano 4 aprile 2020, ore 18:00 | Rhinos Milano | – | Seamen Milano | Velodromo Maspes-Vigorelli |

| Collecchio 4 aprile 2020, ore 19:30 | Panthers Parma | – | Dolphins Ancona | Stadio Il Cervo |

| Ciampino 4 aprile 2020, ore 20:00 | Ducks Lazio | – | Warriors Bologna | C.S. Arnaldo Fuso |

| Torino 4 aprile 2020, ore 20:30 | Giaguari Torino | – | Giants Bolzano | Stadio Primo Nebiolo |

#### 5ª giornata
| Firenze 18 aprile 2020, ore 15:00 | Guelfi Firenze | – | Giants Bolzano | Guelfi Sport Center |

| Bologna 18 aprile 2020, ore 21:00 | Warriors Bologna | – | Giaguari Torino | Alfheim Field – Centro sportivo "Giorgio Bernardi" |

| Ancona 19 aprile 2020, ore 16:00 | Dolphins Ancona | – | Rhinos Milano | C.S. Nelson Mandela |

### Recuperi 1
| Ciampino 25 aprile 2020, ore 16:00 | Ducks Lazio | – | Seamen Milano | C.S. Arnaldo Fuso |

#### 6ª giornata
| Milano 2 maggio 2020, ore 18:00 | Rhinos Milano | – | Guelfi Firenze | Velodromo Maspes-Vigorelli |

| Bologna 2 maggio 2020, ore 21:00 | Warriors Bologna | – | Panthers Parma | Alfheim Field – Centro sportivo "Giorgio Bernardi" |

| Bolzano 3 maggio 2020, ore 14:30 | Giants Bolzano | – | Ducks Lazio | Stadio Europa |

| Torino 3 maggio 2020, ore 15:00 | Giaguari Torino | – | Dolphins Ancona | Stadio Primo Nebiolo |

#### 7ª giornata
| Milano 16 maggio 2020, ore 18:00 | Seamen Milano | – | Dolphins Ancona | Velodromo Maspes-Vigorelli |

| Torino 16 maggio 2020, ore 20:30 | Giaguari Torino | – | Rhinos Milano | Stadio Primo Nebiolo |

| Ciampino 16 maggio 2020, ore 21:00 | Ducks Lazio | – | Guelfi Firenze | C.S. Arnaldo Fuso |

| Bolzano 17 maggio 2020, ore 15:00 | Giants Bolzano | – | Panthers Parma | Stadio Europa |

#### 8ª giornata
| 23 maggio 2020 | Panthers Parma | – | Ducks Lazio |  |

| Firenze 23 maggio 2020, ore 15:00 | Guelfi Firenze | – | Warriors Bologna | Guelfi Sport Center |

| Milano 23 maggio 2020, ore 18:00 | Seamen Milano | – | Giaguari Torino | Velodromo Maspes-Vigorelli |

| Ancona 24 maggio 2020, ore 16:00 | Dolphins Ancona | – | Giants Bolzano | C.S. Nelson Mandela |

#### 9ª giornata
| 30 maggio 2020 | Panthers Parma | – | Seamen Milano |  |

| Firenze 30 maggio 2020, ore 15:00 | Guelfi Firenze | – | Giaguari Torino | Guelfi Sport Center |

| Milano 30 maggio 2020, ore 18:00 | Rhinos Milano | – | Ducks Lazio | Velodromo Maspes-Vigorelli |

| Bologna 30 maggio 2020, ore 21:00 | Warriors Bologna | – | Giants Bolzano | Alfheim Field – Centro sportivo "Giorgio Bernardi" |

### Classifica
La classifica della regular season è la seguente:
- PCT = percentuale di vittorie, G = partite giocate, V = partite vinte, P = partite perse, PF = punti fatti, PS = punti subiti
- La qualificazione ai playoff direttamente in semifinale in verde
- La qualificazione alle wild card in azzurro
- La retrocessa in Seconda Divisione è indicata in giallo

| Pos. | Squadra          | PCT  | G | V | P | PF | PS |
| ---- | ---------------- | ---- | - | - | - | -- | -- |
| 1    | Dolphins Ancona  | .000 | 0 | 0 | 0 | 0  | 0  |
| 2    | Ducks Lazio      | .000 | 0 | 0 | 0 | 0  | 0  |
| 3    | Giaguari Torino  | .000 | 0 | 0 | 0 | 0  | 0  |
| 4    | Giants Bolzano   | .000 | 0 | 0 | 0 | 0  | 0  |
| 5    | Guelfi Firenze   | .000 | 0 | 0 | 0 | 0  | 0  |
| 6    | Panthers Parma   | .000 | 0 | 0 | 0 | 0  | 0  |
| 7    | Rhinos Milano    | .000 | 0 | 0 | 0 | 0  | 0  |
| 8    | Seamen Milano    | .000 | 0 | 0 | 0 | 0  | 0  |
| 9    | Warriors Bologna | .000 | 0 | 0 | 0 | 0  | 0  |

## Playoff

### Tabellone
|  | Wild Card | Wild Card | Wild Card |     |  | Semifinali | Semifinali | Semifinali |  |  | XL Italian Bowl | XL Italian Bowl | XL Italian Bowl |  |
|  |           |           |           |     |  |            |            |            |  |  |                 |                 |                 |  |
|  |           |           |           |     |  | 1          | TBD        |            |  |  |                 |                 |                 |  |
|  |           |           |           |     |  | 1          | TBD        |            |  |  |                 |                 |                 |  |
|  |           |           |           | TBD |  |            |            |            |  |  |                 |                 |                 |  |
|  | 4         | TBD       |           |     |  |            |            |            |  |  |                 |                 |                 |  |
|  | 4         | TBD       |           |     |  |            |            |            |  |  |                 |                 |                 |  |
|  | 5         | TBD       |           |     |  |            |            |            |  |  |                 |                 |                 |  |
|  | 5         | TBD       | TBD       |     |  |            |            |            |  |  |                 |                 |                 |  |
|  |           |           |           |     |  |            |            |            |  |  |                 |                 |                 |  |
|  |           |           | TBD       |     |  |            |            |            |  |  |                 |                 |                 |  |
|  |           |           |           |     |  |            |            |            |  |  |                 |                 |                 |  |
|  |           |           |           |     |  |            |            |            |  |  |                 |                 |                 |  |
|  |           |           |           |     |  |            |            |            |  |  |                 |                 |                 |  |
|  |           | 2         | TBD       |     |  |            |            |            |  |  |                 |                 |                 |  |
|  |           |           |           |     |  |            |            |            |  |  |                 |                 |                 |  |
|  |           |           |           | TBD |  |            |            |            |  |  |                 |                 |                 |  |
|  | 3         | TBD       |           |     |  |            |            |            |  |  |                 |                 |                 |  |
|  | 3         | TBD       |           |     |  |            |            |            |  |  |                 |                 |                 |  |
|  | 6         | TBD       |           |     |  |            |            |            |  |  |                 |                 |                 |  |

### Wild Card
| 13-14 giugno 2020 | TBD | – | TBD |  |

| 13-14 giugno 2020 | TBD | – | TBD |  |

### Semifinali
| 20-21 giugno 2020 | TBD | – | TBD |  |

| 20-21 giugno 2020 | TBD | – | TBD |  |

### XL Italian Bowl
| 4 luglio 2020 | TBD | – | TBD |  |